# 姚辩
姚辩（546年—611年5月6日），字思辩，武威郡（今甘肃省武威市）人，北周、隋朝官员。

## 生平
保定四年（564年），姚辩以宗侍下士为起家官。天和二年（567年），姚辩跟随卫国公宇文直率军与南陈将军淳于量、吴明彻等人在沌口交战，姚辩屡次进献奇谋，没有得到采纳，周军许多将帅被俘虏。姚辩率领本部水军渡过长江，保全了军队。建德五年（576年）五年，姚辩随周武帝东征北齐，平定晋州。建德五年十二月十六日（577年1月20日），北周军队包围晋阳，与安德王高延宗交战，北周军队大败，周武帝左右的人几乎都死了，姚辩作为后卫，保护周武帝冲出重围，屡次获得赏赐。建德六年（577年），姚辩又跟随周武帝平定相州，以前后军功加大都督，封安养县开国子，食邑四百户，检校武候兵事。大象二年（580年），尉迟迥起兵反对杨坚，姚辩随上柱国㩉拔崇在武陟之战中击败尉迟迥的军队。
隋朝开皇元年（581年），姚辩加上开府仪同三司，进爵为安养县公，增加食邑一千户。开皇三年（583年），东突厥入侵凉州，隋文帝诏令姚辩出任行军都督，与都督史射勿率军反击。开皇五年（585年），姚辩加右武卫骠骑将军。开皇六年（586年），姚辩出任云州道水军总管，同年加使持节。开皇十年（590年），姚辩检校叠州总管、河州刺史，代理叠州刺史。开皇十二年（592年），姚辩转任左武侯将军，不久外任凉州总管、凉州牧。开皇十六年五月丁巳（596年6月6日），姚辩出任使持节、灵州总管诸军事。开皇十八年（598年），姚辩转任原州道行军总管。开皇十九年（599年），姚辩转任环州道行军总管。十月，隋文帝遣越国公杨素出灵州，行军总管韩僧寿出庆州，太平公史万岁出燕州，大将军姚辩出河州，讨伐东突厥都蓝可汗。十二月，隋军未出塞，都蓝已为麾下所杀，其堂叔公西突厥可汗达头自立为步迦可汗，突厥大乱。
大业二年（606年），姚辩出任左武候大将军，进爵蔡阳郡开国公，食邑一千五百户，同年姚辩进位大将军，仍为左武候大将军。大业三年（607年），姚辩为母亲守丧而离职。大业四年（608年），姚辩加金紫光禄大夫、上光禄大夫如故。大业四年三月，隋炀帝出塞北巡长城，姚辩纠察军纪，内外肃然。大业五年（609年），隋炀帝亲征吐谷浑，当时吐谷浑太保五期尼乐周等人率领部众归附隋朝，姚辩出任郁卑道将军，率军进攻吐谷浑，因功加右光祿大夫，左屯卫大将军如故。大业六年（610年），隋炀帝巡视江都，以姚辩担任京师留守。大业七年（611年）三月，姚辩患病，于三月十九日（611年5月6日）在京兆郡病逝，虚岁六十六，同年十月癸丑朔二十一日（611年12月1日）下葬，隋炀帝诏令赠予左光禄大夫，又赐给丝织品八百段，粟麦一千石，谥号恭公。有墓志《隋故左屯卫大将军、左光禄大夫姚恭公墓誌铭并序》，内史侍郎虞世基撰文，太常博士欧阳询书写，万文韶刻字。

## 评价
《隋书》《北史》没有为姚辩立传。《金薤琳琅》评价姚辩是精于边事、屡立大功的老将，生前死后也得到尊崇的官爵，却不被立传，若非欧阳询书法，后世就不知道有姚辩了。

## 家庭

### 五世祖
- 姚泓[1]

### 曾祖
- 姚讚，抚军左军将军、武威郡太守[1]

### 父亲
- 姚宝，散騎常侍[1]